# Challenge Cup 2018-2019 (pallavolo maschile)
La Challenge Cup 2018-2019, 39ª edizione della Challenge Cup di pallavolo maschile, si è svolta dal 6 novembre 2018 al 27 marzo 2019: al torneo hanno partecipato quarantadue squadre di club europee e la vittoria finale è andata per la prima volta al Belogor'e.

## Regolamento
Le squadre hanno disputato un secondo turno, sedicesimi di finale, ottavi di finale, quarti di finale, semifinali e finale, tutte giocate con gare di andata e ritorno (coi punteggi di 3-0 e 3-1 sono stati assegnati 3 punti alla squadra vincente e 0 a quella perdente, col punteggio di 3-2 sono stati assegnati 2 punti alla squadra vincente e 1 a quella perdente; in caso di parità di punti dopo le due partite è stato disputato un golden set).

## Squadre partecipanti
| - Amstetten - Graz - Klagenfurt - Haasrode Leuven - CSKA Sofia - Levski Sofia - Radnik Bijeljina - Budaŭnik Minsk - Omonia - Pafiakos - Mladost Kaštela | - Gentofte - Pärnu - Saaremaa - Perungan Pojat - Savo - Stade Poitevin - Īraklīs Salonicco - Hapoël Kfar Saba - Milano - Luboteni - Fentange | - Budućnost Podgorica - Dynamo Apeldoorn - Tromsø - Benfica - Caldas - Fonte do Bastardo - Sporting Lisbona - Brno - Steaua Bucarest - Tricolorul Ploiești - Zalău | - Belogor'e - Stella Rossa - Kamnik - Chênois - Näfels - Maliye Piyango - Ziraat Bankası - Kaposvár - Pénzügyőr |

## Torneo

### Secondo turno

#### Andata
| 7 novembre 2018 Kuopio-halli, Kuopio Durata: 0h:58 - Spettatori: 611                      | Savo                | 3 - 0 | Tromsø         | 25-12, 25-15, 25-9         |
| 6 novembre 2018 Kuressaare Sporthall, Kuressaare Durata: 1h:30 - Spettatori: 800          | Saaremaa            | 3 - 0 | Gentofte       | 34-32, 25-20, 25-15        |
|                                                                                           | Tricolorul Ploiești | -     | Levski Sofia   | [ 5 ]                      |
| 8 novembre 2018 Palestra Bill Clinton, Ferizaj Durata: 1h:14 - Spettatori: 500            | Luboteni            | 0 - 3 | Ziraat Bankası | 13-25, 18-25, 20-25        |
| 6 novembre 2018 Univ. Sportsko Kulturni Centar, Podgorica Durata: 1h:05 - Spettatori: 250 | Budućnost Podgorica | 0 - 3 | Zalău          | 16-25, 22-25, 18-25        |
| 7 novembre 2018 Raiffeisen Sportpark, Graz Durata: 1h:06 - Spettatori: 250                | Graz                | 3 - 0 | Kaposvár       | 25-18, 25-21, 25-18        |
| 8 novembre 2018 BSH Sportpark, Klagenfurt Durata: 1h:13 - Spettatori: 500                 | Klagenfurt          | 0 - 3 | Pénzügyőr      | 16-25, 23-25, 23-25        |
| 6 novembre 2018 Sports Hall Benfica, Lisbona Durata: 1h:03 - Spettatori: 285              | Benfica             | 3 - 0 | Pafiakos       | 25-16, 25-20, 25-15        |
| 7 novembre 2018 Pavilhão Rainha Leonor, Caldas da Rainha Durata: 1h:52 - Spettatori: 500  | Caldas              | 3 - 1 | Chênois        | 28-26, 25-20, 22-25, 27-25 |
| 7 novembre 2018 Pavilhão João Rocha, Lisbona Durata: 1h:07 - Spettatori: 489              | Sporting Lisbona    | 3 - 0 | Fentange       | 25-23, 25-20, 25-19        |

#### Ritorno
| 14 novembre 2018 Tromsøhallen, Tromsø Durata: 0h:58 - Spettatori: 320                     | Tromsø         | 0 - 3 | Savo                | 16-25, 11-25, 13-25                   |
| 13 novembre 2018 Kildeskovshallen, Gentofte Durata: 1h:52 - Spettatori: 285               | Gentofte       | 3 - 2 | Saaremaa            | 25-21, 22-25, 15-25, 25-22, 15-13     |
|                                                                                           | Levski Sofia   | -     | Tricolorul Ploiești | [ 5 ]                                 |
| 14 novembre 2018 Seyrantepe Spor Salonu, Diyarbakır Durata: 1h:03 - Spettatori: 4 500     | Ziraat Bankası | 3 - 0 | Luboteni            | 25-15, 25-18, 25-10                   |
| 13 novembre 2018 Sala Sporturilor Gheorghe Tadici, Zalău Durata: 1h:09 - Spettatori: 500  | Zalău          | 3 - 0 | Budućnost Podgorica | 25-14, 25-14, 28-26                   |
| 15 novembre 2018 Sports Hall, Kaposvár Durata: 1h:24 - Spettatori: 500                    | Kaposvár       | 3 - 1 | Graz                | 17-25, 25-22, 25-12, 25-16            |
| 14 novembre 2018 Angyalföldi Sportközpont, Budapest Durata: 1h:13 - Spettatori: 150       | Pénzügyőr      | 3 - 0 | Klagenfurt          | 25-20, 25-20, 25-20                   |
| 14 novembre 2018 Kleistī Aithousa Afroditī, Pafo Durata: 1h:15 - Spettatori: 180          | Pafiakos       | 0 - 3 | Benfica             | 20-25, 20-25, 15-25                   |
| 14 novembre 2018 Centre Sportif de Sous-Moulin, Thônex Durata: 1h:24 - Spettatori: 1 100  | Chênois        | 3 - 0 | Caldas              | 30-28, 25-23, 25-21 Golden set: 14-16 |
| 14 novembre 2018 Centre Sportif Holleschbierg, Hesperange Durata: 0h:58 - Spettatori: 500 | Fentange       | 0 - 3 | Sporting Lisbona    | 12-25, 15-25, 12-25                   |

#### Squadre qualificate
| - Graz - Levski Sofia - Saaremaa - Savo - Benfica | - Caldas - Sporting Lisbona - Zalău - Ziraat Bankası - Pénzügyőr |

### Sedicesimi di finale

#### Andata
| 28 novembre 2018 Vasas Csarnok, Budapest Durata: 1h:10 - Spettatori: 180                          | Pénzügyőr         | 0 - 3 | Belogor'e         | 15-25, 22-25, 18-25               |
| 27 novembre 2018 Sportska Dvorana Kaštela, Castelvecchio Durata: 1h:38 - Spettatori: 150          | Mladost Kaštela   | 2 - 3 | Omonia            | 25-22, 19-25, 15-25, 25-18, 12-15 |
| 28 novembre 2018 Sala Sporturilor Gheorghe Tadici, Zalău Durata: 1h:20 - Spettatori: 500          | Zalău             | 3 - 0 | Steaua Bucarest   | 25-21, 25-22, 25-16               |
| 28 novembre 2018 Sports Hall Benfica, Lisbona Durata: 1h:12 - Spettatori: 253                     | Benfica           | 3 - 0 | Īraklīs Salonicco | 25-15, 25-23, 25-23               |
| 28 novembre 2018 Raiffeisen Sportpark, Graz Durata: 1h:14 - Spettatori: 291                       | Graz              | 0 - 3 | Hapoël Kfar Saba  | 18-25, 20-25, 26-28               |
| 28 novembre 2018 Hristo Botev Hall, Sofia Durata: 1h:34 - Spettatori: 600                         | CSKA Sofia        | 1 - 3 | Haasrode Leuven   | 25-23, 18-25, 17-25, 20-25        |
| 29 novembre 2018 Hristo Botev Hall, Sofia Durata: 1h:36 - Spettatori: 100                         | Levski Sofia      | 1 - 3 | Perungan Pojat    | 25-16, 23-25, 17-25, 23-25        |
| 27 novembre 2018 Kuressaare Sporthall, Kuressaare Durata: 2h:08 - Spettatori: 1 025               | Saaremaa          | 2 - 3 | Stade Poitevin    | 19-25, 23-25, 27-25, 25-23, 10-15 |
| 28 novembre 2018 Pavilhão Rainha Leonor, Caldas da Rainha Durata: 1h:20 - Spettatori: 550         | Caldas            | 0 - 3 | Dynamo Apeldoorn  | 23-25, 25-27, 19-25               |
| 29 novembre 2018 C. D. Vitorino Nemésio, Vila da Praia da Vitória Durata: 1h:38 - Spettatori: 498 | Fonte do Bastardo | 3 - 1 | Brno              | 25-16, 25-23, 23-25, 25-11        |
| 27 novembre 2018 Pavilhão João Rocha, Lisbona Durata: 1h:46 - Spettatori: 449                     | Sporting Lisbona  | 3 - 1 | Budaŭnik Minsk    | 25-19, 25-23, 25-27, 25-17        |
| 28 novembre 2018 Başkent Voleybol Salonu, Ankara Durata: 2h:03 - Spettatori: 620                  | Ziraat Bankası    | 3 - 2 | Maliye Piyango    | 19-25, 25-21, 25-22, 21-25, 19-17 |
| 28 novembre 2018 Kuopio-halli, Kuopio Durata: 0h:53 - Spettatori: 602                             | Savo              | 3 - 0 | Amstetten         | 25-14, 25-19, 25-8                |
| 28 novembre 2018 Športna dvorana, Kamnik Durata: 1h:19 - Spettatori: 150                          | Kamnik            | 3 - 0 | Näfels            | 25-23, 25-13, 25-23               |
| 27 novembre 2018 Gradska sportska dvorana, Bijeljina Durata: 1h:11 - Spettatori: 1 000            | Radnik Bijeljina  | 0 - 3 | Stella Rossa      | 25-27, 18-25, 19-25               |
| 28 novembre 2018 Sports Hall, Pärnu Durata: 1h:17 - Spettatori: 470                               | Pärnu             | 0 - 3 | Milano            | 28-30, 18-25, 21-25               |

#### Ritorno
| 4 dicembre 2018 Sports Palace Cosmos, Belgorod Durata: 0h:59 - Spettatori: 1 100        | Belogor'e         | 3 - 0 | Pénzügyőr         | 25-16, 25-12, 25-17                          |
| 28 novembre 2018 Eleftheria Indoor Hall, Nicosia Durata: 1h:20 - Spettatori: 115        | Omonia            | 3 - 1 | Mladost Kaštela   | 16-25, 25-18, 25-17, 25-19                   |
| 5 dicembre 2018 Sala Mihai Viteazu, Bucarest Durata: 1h:26 - Spettatori: 270            | Steaua Bucarest   | 0 - 3 | Zalău             | 16-25, 23-25, 32-34                          |
| 6 dicembre 2018 Ethniko Gymnastīrio Mikras, Kalamaria Durata: 1h:04 - Spettatori: 1 050 | Īraklīs Salonicco | 0 - 3 | Benfica           | 13-25, 12-25, 15-25                          |
| 5 dicembre 2018 Green Hall, Kfar Saba Durata: 1h:04 - Spettatori: 400                   | Hapoël Kfar Saba  | 3 - 0 | Graz              | 25-20, 25-23, 25-17                          |
| 5 dicembre 2018 SportOase, Lovanio Durata: 1h:10 - Spettatori: 2 999                    | Haasrode Leuven   | 3 - 0 | CSKA Sofia        | 25-23, 25-16, 25-21                          |
| 6 dicembre 2018 Lapin Urheiluopisto, Rovaniemi Durata: 1h:46 - Spettatori: 406          | Perungan Pojat    | 3 - 2 | Levski Sofia      | 25-21, 19-25, 25-18, 23-25, 15-13            |
| 4 dicembre 2018 Salle Frédéric Lawson-Body, Poitiers Durata: 1h:19 - Spettatori: 1 512  | Stade Poitevin    | 3 - 0 | Saaremaa          | 26-24, 25-22, 25-21                          |
| 6 dicembre 2018 Omnisport Apeldoorn, Apeldoorn Durata: 1h:52 - Spettatori: 950          | Dynamo Apeldoorn  | 1 - 3 | Caldas            | 25-19, 21-25, 17-25, 21-25 Golden set: 15-12 |
| 6 dicembre 2018 Městská Hala Vodova, Brno Durata: 1h:38 - Spettatori: 257               | Brno              | 1 - 3 | Fonte do Bastardo | 29-31, 25-20, 20-25, 15-25                   |
| 5 dicembre 2018 Palazzetto dello Sport Uruchje, Minsk Durata: 2h:07 - Spettatori: 1 500 | Budaŭnik Minsk    | 3 - 2 | Sporting Lisbona  | 30-32, 22-25, 25-19, 26-24, 15-10            |
| 5 dicembre 2018 Başkent Voleybol Salonu, Ankara Durata: 1h:20 - Spettatori: 560         | Maliye Piyango    | 3 - 0 | Ziraat Bankası    | 25-17, 25-23, 25-23                          |
| 4 dicembre 2018 Johann-Pölz-Halle, Amstetten Durata: 1h:04 - Spettatori: 100            | Amstetten         | 0 - 3 | Savo              | 14-25, 16-25, 16-25                          |
| 5 dicembre 2018 Linth Arena, Näfels Durata: 2h:06 - Spettatori: 300                     | Näfels            | 3 - 2 | Kamnik            | 26-28, 25-23, 25-19, 23-25, 15-10            |
| 5 dicembre 2018 Ustanova Sportski Voždovac, Belgrado Durata: 1h:06 - Spettatori: 150    | Stella Rossa      | 3 - 0 | Radnik Bijeljina  | 25-17, 25-18, 25-18                          |
| 5 dicembre 2018 Palazzetto dello Sport, Monza Durata: 1h:11 - Spettatori: 952           | Milano            | 3 - 0 | Pärnu             | 25-21, 25-22, 25-19                          |

#### Squadre qualificate
| - Haasrode Leuven - Omonia - Benfica - Fonte do Bastardo - Sporting Lisbona - Perungan Pojat - Savo - Stade Poitevin | - Hapoël Kfar Saba - Milano - Dynamo Apeldoorn - Zalău - Stella Rossa - Kamnik - Maliye Piyango - Belogor'e |

### Ottavi di finale

#### Andata
| 19 dicembre 2018 Sports Palace Cosmos, Belgorod Durata: 0h:53 - Spettatori: 1 000                 | Belogor'e         | 3 - 0 | Omonia           | 25-17, 25-14, 25-11               |
| 18 dicembre 2018 Sports Hall Benfica, Lisbona Durata: 1h:20 - Spettatori: 300                     | Benfica           | 3 - 0 | Zalău            | 25-21, 26-24, 25-20               |
| 19 dicembre 2018 SportOase, Lovanio Durata: 1h:54 - Spettatori: 2 500                             | Haasrode Leuven   | 3 - 2 | Hapoël Kfar Saba | 23-25, 25-19, 21-25, 25-18, 15-13 |
| 18 dicembre 2018 Salle Omnisports de Saint-Éloi, Poitiers Durata: 1h:25 - Spettatori: 1 610       | Stade Poitevin    | 3 - 1 | Perungan Pojat   | 23-25, 25-19, 25-11, 25-13        |
| 19 dicembre 2018 C. D. Vitorino Nemésio, Vila da Praia da Vitória Durata: 1h:21 - Spettatori: 300 | Fonte do Bastardo | 3 - 0 | Dynamo Apeldoorn | 25-19, 25-19, 26-24               |
| 19 dicembre 2018 Başkent Voleybol Salonu, Ankara Durata: 1h:11 - Spettatori: 900                  | Maliye Piyango    | 3 - 0 | Sporting Lisbona | 26-24, 25-21, 25-20               |
| 18 dicembre 2018 Ahmon koulu, Siilinjärvi Durata: 2h:05 - Spettatori: 725                         | Savo              | 3 - 2 | Kamnik           | 22-25, 25-17, 24-26, 25-23, 15-8  |
| 18 dicembre 2018 Ustanova Sportski Voždovac, Belgrado Durata: 1h:05 - Spettatori: 100             | Stella Rossa      | 0 - 3 | Milano           | 17-25, 20-25, 18-25               |

#### Ritorno
| 15 gennaio 2019 Eleftheria Indoor Hall, Nicosia Durata: 0h:58 - Spettatori: 100         | Omonia           | 0 - 3 | Belogor'e         | 16-25, 18-25, 16-25                   |
| 16 gennaio 2019 Sala Sporturilor Gheorghe Tadici, Zalău Durata: 1h:38 - Spettatori: 700 | Zalău            | 1 - 3 | Benfica           | 25-23, 15-25, 19-25, 22-25            |
| 17 gennaio 2019 Green Hall, Kfar Saba Durata: 1h:38 - Spettatori: 350                   | Hapoël Kfar Saba | 3 - 1 | Haasrode Leuven   | 17-25, 25-21, 25-22, 25-17            |
| 16 gennaio 2019 Lapin Urheiluopisto, Rovaniemi Durata: 1h:20 - Spettatori: 435          | Perungan Pojat   | 0 - 3 | Stade Poitevin    | 24-26, 24-26, 18-25                   |
| 17 gennaio 2019 Omnisport Apeldoorn, Apeldoorn Durata: 1h:35 - Spettatori: 550          | Dynamo Apeldoorn | 1 - 3 | Fonte do Bastardo | 25-21, 19-25, 18-25, 20-25            |
| 16 gennaio 2019 Pavilhão João Rocha, Lisbona Durata: 1h:25 - Spettatori: 364            | Sporting Lisbona | 3 - 0 | Maliye Piyango    | 25-16, 25-22, 25-20 Golden set: 15-10 |
| 16 gennaio 2019 Športna dvorana, Kamnik Durata: 1h:22 - Spettatori: 115                 | Kamnik           | 3 - 0 | Savo              | 25-23, 25-15, 25-17                   |
| 15 gennaio 2019 Palazzetto dello Sport, Monza Durata: 1h:39 - Spettatori: 726           | Milano           | 3 - 1 | Stella Rossa      | 25-20, 25-27, 25-19, 25-20            |

#### Squadre qualificate
- Stade Poitevin
- Hapoël Kfar Saba
- Milano
- Benfica
- Fonte do Bastardo
- Sporting Lisbona
- Belogor'e
- Kamnik

### Quarti di finale

#### Andata
| 30 gennaio 2019 Sports Palace Cosmos, Belgorod Durata: 1h:32 - Spettatori: 2 700 | Belogor'e        | 3 - 0 | Benfica           | 25-22, 25-20, 29-27        |
| 30 gennaio 2019 Green Hall, Kfar Saba Durata: 1h:16 - Spettatori: 425            | Hapoël Kfar Saba | 3 - 0 | Stade Poitevin    | 25-22, 25-18, 25-19        |
| 29 gennaio 2019 Pavilhão João Rocha, Lisbona Durata: 1h:35 - Spettatori: 590     | Sporting Lisbona | 3 - 0 | Fonte do Bastardo | 35-33, 25-20, 25-22        |
| 29 gennaio 2019 Palazzetto dello Sport, Monza Durata: 1h:39 - Spettatori: 711    | Milano           | 3 - 1 | Kamnik            | 23-25, 25-17, 25-20, 25-18 |

#### Ritorno
| 13 febbraio 2019 Sports Hall Benfica, Lisbona Durata: 1h:49 - Spettatori: 645                     | Benfica           | 3 - 0 | Belogor'e        | 25-18, 25-23, 25-22 Golden set: 12-15        |
| 13 febbraio 2019 Salle Omnisports de Saint-Éloi, Poitiers Durata: 2h:11 - Spettatori: 1 456       | Stade Poitevin    | 3 - 1 | Hapoël Kfar Saba | 25-23, 30-28, 22-25, 25-21 Golden set: 15-12 |
| 13 febbraio 2019 C. D. Vitorino Nemésio, Vila da Praia da Vitória Durata: 2h:01 - Spettatori: 530 | Fonte do Bastardo | 3 - 2 | Sporting Lisbona | 17-25, 22-25, 25-23, 25-20, 15-13            |
| 13 febbraio 2019 Športna dvorana, Kamnik Durata: 1h:18 - Spettatori: 150                          | Kamnik            | 0 - 3 | Milano           | 25-27, 18-25, 23-25                          |

#### Squadre qualificate
- Stade Poitevin
- Milano
- Sporting Lisbona
- Belogor'e

### Semifinali

#### Andata
| 27 febbraio 2019 Sports Palace Cosmos, Belgorod Durata: 1h:11 - Spettatori: 2 900 | Belogor'e | 3 - 0 | Stade Poitevin   | 25-11, 25-23, 25-17              |
| 27 febbraio 2019 Palazzetto dello Sport, Monza Durata: 2h:29 - Spettatori: 750    | Milano    | 2 - 3 | Sporting Lisbona | 26-24, 25-12, 22-25, 22-25, 8-15 |

#### Ritorno
| 6 marzo 2019 Salle Omnisports de Saint-Éloi, Poitiers Durata: 1h:58 - Spettatori: 1 452 | Stade Poitevin   | 3 - 2 | Belogor'e | 20-25, 23-25, 25-23, 25-23, 17-15 |
| 6 marzo 2019 Pavilhão João Rocha, Lisbona Durata: 1h:26 - Spettatori: 1 965             | Sporting Lisbona | 0 - 3 | Milano    | 20-25, 23-25, 17-25               |

#### Squadre qualificate
- Milano
- Belogor'e

### Finale

#### Andata
| 20 marzo 2019 Palazzetto dello Sport, Monza Durata: 2h:33 - Spettatori: 1 712 | Milano | 3 - 2 | Belogor'e | 29-27, 22-25, 25-23, 32-34, 15-12 |

#### Ritorno
| 27 marzo 2019 Sports Palace Cosmos, Belgorod Durata: 1h:24 - Spettatori: 5 000 | Belogor'e | 3 - 0 | Milano | 27-25, 25-19, 25-19 |

#### Squadra campione
- Belogor'e

## Statistiche
| Rendimento individuale | Rendimento individuale | Rendimento individuale | Rendimento individuale |
| Pos.                   | Nome                   | Punti                  | Squadra                |
| ---------------------- | ---------------------- | ---------------------- | ---------------------- |
| 1                      | Donovan Džavoronok     | 139                    | Milano                 |
| 2                      | Wallace Martins        | 106                    | Sporting Lisbona       |
| 3                      | Théo Lopes             | 103                    | Benfica                |
| 4                      | Viktor Josifov         | 99                     | Milano                 |
| 5                      | Raphael de Oliveira    | 97                     | Benfica                |
| 6                      | Sebastian Devash       | 95                     | Hapoël Kfar Saba       |
| 7                      | Zouheir El Graoui      | 93                     | Stade Poitevin         |
| 8                      | Denis Zemčënok         | 92                     | Belogor'e              |
| 9                      | Oleh Plotnyc'kyj       | 90                     | Milano                 |
| 9                      | Primož Vidmar          | 90                     | Kamnik                 |

| Attacchi vincenti | Attacchi vincenti   | Attacchi vincenti | Attacchi vincenti |
| Pos.              | Nome                | Punti             | Squadra           |
| ----------------- | ------------------- | ----------------- | ----------------- |
| 1                 | Donovan Džavoronok  | 113               | Milano            |
| 2                 | Théo Lopes          | 87                | Benfica           |
| 3                 | Denis Zemčënok      | 86                | Belogor'e         |
| 4                 | Wallace Martins     | 84                | Sporting Lisbona  |
| 5                 | Sebastian Devash    | 83                | Hapoël Kfar Saba  |
| 6                 | Raphael de Oliveira | 81                | Benfica           |
| 6                 | Andrij Kutsmus      | 81                | Stade Poitevin    |
| 8                 | Zouheir El Graoui   | 79                | Stade Poitevin    |
| 8                 | Primož Vidmar       | 79                | Kamnik            |
| 10                | Oleh Plotnyc'kyj    | 70                | Milano            |

| Muri vincenti | Muri vincenti       | Muri vincenti | Muri vincenti     |
| Pos.          | Nome                | Punti         | Squadra           |
| ------------- | ------------------- | ------------- | ----------------- |
| 1             | Viktor Josifov      | 27            | Milano            |
| 2             | Marc-Anthony Honoré | 22            | Benfica           |
| 2             | Aleksandr Gucaljuk  | 22            | Belogor'e         |
| 4             | André Brown         | 21            | Sporting Lisbona  |
| 5             | Thomas Koelewijn    | 20            | Stade Poitevin    |
| 6             | Guy Genis           | 19            | Hapoël Kfar Saba  |
| 6             | Thomas Beretta      | 19            | Milano            |
| 6             | Donovan Džavoronok  | 19            | Milano            |
| 9             | Genadi Sokolov      | 18            | Hapoël Kfar Saba  |
| 10            | Hélder Mendes       | 17            | Fonte do Bastardo |
| 10            | Nikolaj Nikolov     | 17            | Sporting Lisbona  |

| Battute vincenti | Battute vincenti    | Battute vincenti | Battute vincenti  |
| Pos.             | Nome                | Punti            | Squadra           |
| ---------------- | ------------------- | ---------------- | ----------------- |
| 1                | Aleksi Kaatrasalo   | 13               | Savo              |
| 1                | Wallace Martins     | 13               | Sporting Lisbona  |
| 3                | Raphael de Oliveira | 11               | Benfica           |
| 4                | Eetu Häyrinen       | 10               | Savo              |
| 4                | Sašo Štalekar       | 10               | Kamnik            |
| 4                | John Perrin         | 10               | Belogor'e         |
| 4                | Iliya Goldrin       | 10               | Hapoël Kfar Saba  |
| 4                | Aleksandr Safonov   | 10               | Belogor'e         |
| 9                | Cristian Bartha     | 9                | Zalău             |
| 9                | Thomas Pardon       | 9                | Haasrode Leuven   |
| 9                | Alexandre Monteiro  | 9                | Fonte do Bastardo |
| 9                | Oleh Plotnyc'kyj    | 9                | Milano            |